# Linda Grubben
Linda Grubben (nacida como Linda Tjørhom, Stavanger, 13 de septiembre de 1979) es una deportista noruega que compitió en biatlón.
Participó en los Juegos Olímpicos de Salt Lake City 2002, obteniendo una medalla de plata en la prueba de relevos. Ganó seis medallas en el Campeonato Mundial de Biatlón entre los años 2004 y 2007.

## Palmarés internacional
| Juegos Olímpicos   | Juegos Olímpicos                | Juegos Olímpicos  | Juegos Olímpicos |
| Año                | Lugar                           | Medalla           | Prueba           |
| ------------------ | ------------------------------- | ----------------- | ---------------- |
| 2002               | Salt Lake City (Estados Unidos) | Medalla de plata  | Relevos          |
| Campeonato Mundial |                                 |                   |                  |
| Año                | Lugar                           | Medalla           | Prueba           |
| 2004               | Oberhof (Alemania)              | Medalla de oro    | Relevos          |
| 2005               | Hochfilzen (Austria)            | Medalla de bronce | Individual       |
| 2006               | Pokljuka (Eslovenia)            | Medalla de plata  | Relevo mixto     |
| 2007               | Anterselva (Italia)             | Medalla de oro    | Individual       |
| 2007               | Anterselva (Italia)             | Medalla de plata  | Persecución      |
| 2007               | Anterselva (Italia)             | Medalla de bronce | Relevos          |